# Pyrrhopyge charybdis
Espèce
Pyrrhopyge charybdis est une espèce de lépidoptères (papillons) de la famille des Hesperiidae, de la sous-famille des Pyrginae, de la tribu des Pyrrhopygini et du genre Pyrrhopyge.

## Dénomination
Pyrrhopyge charybdis a été nommé par John Obadiah Westwood en 1852.

### Nom vernaculaire
Pyrrhopyge charybdis se nomme Charybdis Firetip en anglais.

### Sous-espèces
- Pyrrhopyge charybdis charybdis; présent au Brésil.
- Pyrrhopyge charybdis semita Evans, 1951; présent en Bolivie et au Brésil[1],[2].

## Description
Pyrrhopyge charybdis est un papillon au corps trapu bleu noir, à la tête et à l'extrémité de l'abdomen rouge. 
Les ailes sont de couleur bleu gris métallisé avec une frange blanche.

## Écologie et distribution
Pyrrhopyge charybdis est présent en Bolivie et au Brésil,.

### Protection
Pas de statut de protection particulier.